# AKB 아이돌링!!!
AKB 아이돌링!!!(AKBアイドリング!!!)는 일본의 여성 아이돌 그룹이며, 아이돌링!!!과 AKB48의 콜라보레이션 유닛이다.

## 개요
아이돌 선수권 「Push★1」의 PR 때문에, 아키모토 야스시 프로듀스 아래 양그룹이 콜라보레이션을 실시했다.
쌍방의 그룹에서 멤버를 선출하고 악곡을 발표한 것 외에 「아이돌링」과 「AKBINGO!」의 상호 출연이나 양그룹에서 프로그램 출연도 갔다.

## 멤버
- 아이돌링!!! 졸업생:엔도 마이(3호), 토노오카 에리카(6호), 야자와 에리카(7호), 요코야마 루리카(9호), 사카이 히토미(14호), 아사히 나오(15호), 키쿠치 아미(16호), 미야케 히토미(17호)

- 은퇴:오노 에레나
- 어 빙:마츠이 쥬리나
- 오오타프로덕션:오오시마 유코, 마에다 아츠코
- 프로덕션오기:코지마 하루나
- 호리프로:오오시마 마이, 카사이 토모미, 이타노 토모미

## 음반

### 싱글
1. チューしようぜ! (츄-하자구!) (2009년 4월 1일)